# Mount McNaughton
Mount McNaughton är ett berg i Antarktis. Det ligger i Västantarktis. Inget land gör anspråk på området. Toppen på Mount McNaughton är 3 000 meter över havet.
Terrängen runt Mount McNaughton är varierad. Trakten är obefolkad. Det finns inga samhällen i närheten.